# Siteroptes longisetosus
Siteroptes longisetosus är en spindeldjursart som beskrevs av Sandór Mahunka 1970. Siteroptes longisetosus ingår i släktet Siteroptes och familjen Siteroptidae. Inga underarter finns listade i Catalogue of Life.